# Ilgın
Ilgın és una ciutat de Turquia a la província de Konya, capital del districte d'Ilgın. La població de la ciutat és de 26.698 habitants (2000) i del districte 75.681 habitants. El nom Ilgin (abans transcrit Ilghin) és el d'una flor que floreix a l'hivern a la neu només un dia. Fou l'antiga Tyariaion. Bardes Focas es va proclamar emperador (15 d'agost del 987) i per una traïció va capturar Bardes Escler a Melitene i el va tancar a la fortalesa de Tyariaion (Ilghin) el 12 de setembre del 987. Fou possessió dels karamànides. El rebel Abaza Hasan hi va derrotar les forces del govern dirigides per Murtada Pasha l'11 de desembre de 1658. El famós músic i novel·lista Zülfü Livaneli és natiu de la ciutat.